# Hanukkah gelt

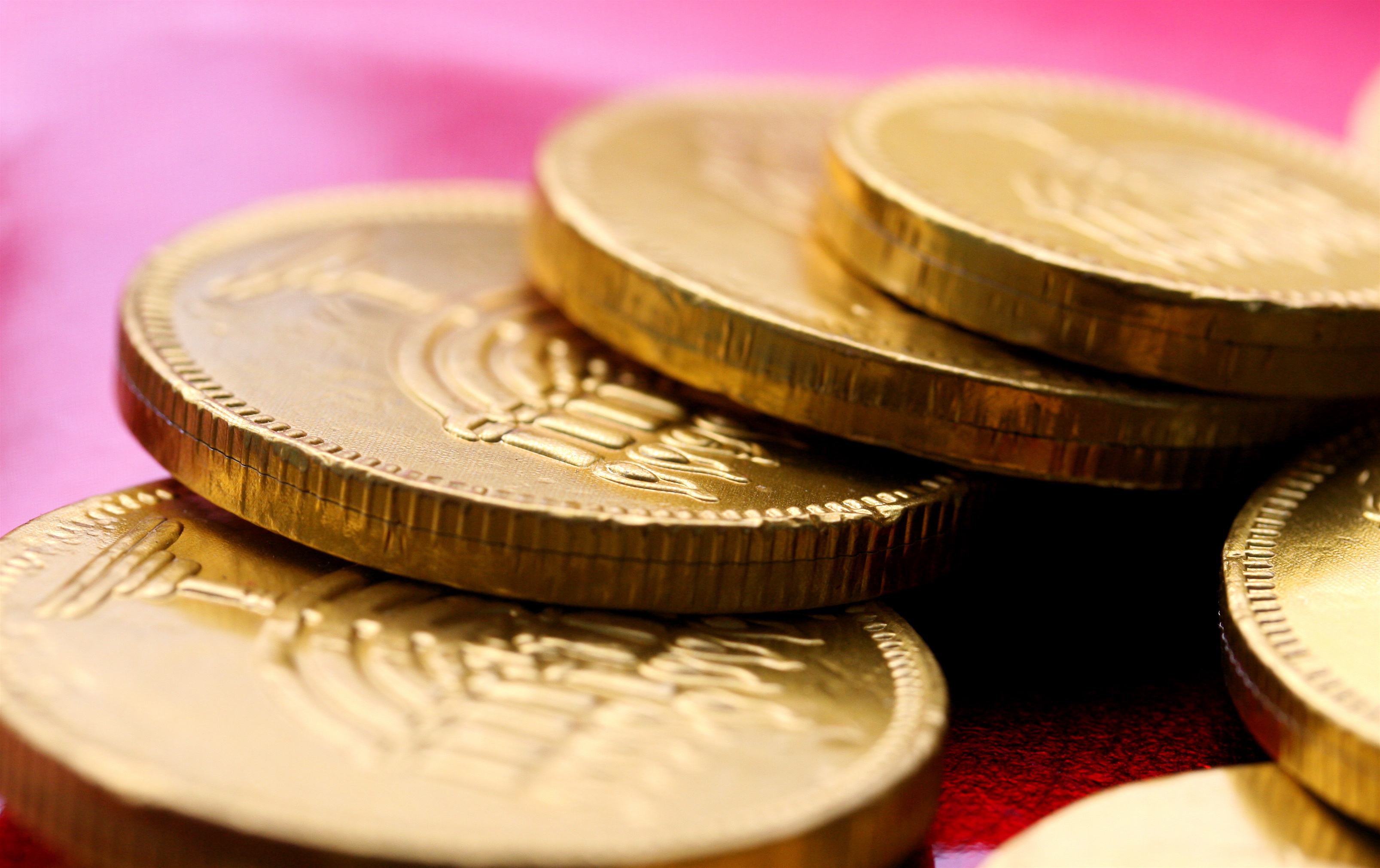
Hanukkah gelt

Januke guelt (en yidis: חנוכה געלט, khanike gelt, hebreo: דמי חנוכה, dmei chanukah, literalmente "dinero de Janucá") se refiere a las monedas de chocolate dadas a los niños judíos durante el festival de Janucá. La palabra guelt significa dinero en yidis.

## Historia

### Dinero
El Rabino Abraham P. Bloch ha escrito que "La tradición de dar dinero de Janucá (Hanukkah gelt) a los niños es muy antigua. La costumbre tiene su origen en la práctica del siglo XVII de los judíos polacos en dar dinero a sus hijos pequeños para distribuirlos a sus maestros. Con el tiempo, mientras los niños exigían su dinero debido, el dinero también era dado a los niños para ser guardado. De acuerdo a Maguen Avraham (siglo XVIII), era una costumbre para los estudiantes pobres de las yeshivot, el tener que visitar los hogares de los benefactores judíos que les dispensaban el dinero de Jánuca. Los rabinos aprobaron la costumbre de dar dinero en Janucá porque se publicó la historia del milagro del aceite."
De acuerdo a una leyenda popular, está vinculado a una victoria milagrosa de los macabeos con los griegos antiguos. Para celebrar su libertad, los asmoneos acuñaron monedas nacionales. También pudo haber comenzado en el siglo XVII en Europa del Este como muestra de gratitud hacia los maestros religiosos, similar a la costumbre de inflexión personal en Navidad. En 1958, el Banco de Israel emitió monedas conmemorativas para su uso como januke guelt. Ese año, la moneda llevaba la imagen que aparecía en la monedas de los hermanos macabeos hace 2,000 años.

### Chocolate
Los chocolateros del siglo XX tomaron el concepto del regalo/moneda creando el chocolate gelt. En 1920, Loft's, una empresa estadounidense de dulces, produjo el primer guelt de chocolate, envuelto en papel de oro o plata con su parecido a las bolsas de dinero.
Las empresas de dulces que produjeron el primer chocolate Januke guelt pudo haber sido inspirado por las monedas de chocolate dadas a los niños como parte del festival de San Nicolás en Bélgica y Países Bajos (geld, dicho con una d, viniendo de la palabra holandesa para dinero). 
Hoy en día, la mayoría del chocolate Januke guelt vendido en los Estados Unidos se importa desde Israel. Los dos principales fabricantes son Elite y Carmit. Pero, más recientemente, las versiones de gourmet del chocolate gelt han sido producidas en los Estados Unidos por empresas como Sweet Earth Organic Chocolates y Lake Champlain Chocolates. En Inglaterra, Divine Chocolates hace el chocolate gourmet gelt.